# Notadusta
Genre
Notadusta est un genre de mollusques gastéropodes de la famille des Cypraeidae (les « porcelaines »). L'espèce-type est Notadusta victoriana.

## Liste d'espèces
Selon World Register of Marine Species (29 septembre 2017) :
- Notadusta clifdenensis Cernohorsky, 1971 †
- Notadusta hungerfordi (G. B. Sowerby III, 1888)
- Notadusta trelissickensis (Suter, 1917) †
- Notadusta victoriana (Schilder, 1935) †